# Осред II (король Нортумбрии)
Осред II (англ. Osred II; казнён 14 сентября 792) — король Нортумбрии (788—790) из династии Идингов.

## Биография
Осред II, сын Элхреда, занял престол Нортумбрии в 788 году, сумев объединить две враждовавшие между собой партии. Однако в 790 году он был свергнут и отправлен в изгнание. Два года спустя Осред вернулся, чтобы попытаться вернуть власть, но 14 сентября 792 года был схвачен и казнён Этельредом I. Осреда похоронили в Тайнмуте.